# De Sims 2: Studentenleven
De Sims 2: Studentenleven (Engels: The Sims 2: University) is het eerste uitbreidingspakket in de succesvolle De Sims 2-reeks van ontwikkelaar Maxis en uitgever Electronic Arts. Om dit uitbreidingspakket te kunnen spelen is De Sims 2 nodig.

## Gameplay
Bij dit uitbreidingspakket komt, tussen de tieners en volwassenen, een nieuwe leeftijdsfase: de jongvolwassenen. Zij kunnen het huis uit gaan, om in studentenhuizen te wonen, en te studeren aan een van de universiteiten. Bij de universiteiten zijn ook verschillende campussen aanwezig. Indien de Sims goed bevriend zijn met andere studenten uit een studentenvereniging, kunnen ze vragen om lid te worden van die vereniging.
Bij het studentenleven horen ook nieuwe verlangens en angsten, die juist vervuld of vermeden kunnen worden. Door goede cijfers te halen, krijgen Sims een vaardigheidspunt van een bepaalde vaardigheid erbij.

### Studies
Er zijn verschillende studies en specialisaties beschikbaar:
- Toneel
- Biologie
- Literatuur
- Economie
- Natuurkunde
- Wiskunde
- Psychologie
- Kunst
- Filosofie
- Geschiedenis
- Politiek

De studie duurt vier jaar, met twee semesters per jaar. De Sims kunnen bij slecht gedrag twee waarschuwingen krijgen, daarna worden ze van de universiteit gestuurd.

### Carrières
Vier nieuwe carrières zijn toegevoegd in dit pakket:
- Paranormaal
- Showbusiness
- Kunstenaar
- Natuurwetenschapper

### Zombie
Een zombie is te verkrijgen met de "Herrijs-o-foon", een overleden familielid zal dan terugkeren als een speelbare zombie. Zombies zijn net als gewone Sims te bespelen, maar zullen veel sneller een slecht humeur krijgen doordat Energie, Hygiëne en Honger heel snel achteruit gaan.

### Koeienplant
Dit pakket bevat de "Laganaphyllis Simnovorii", beter bekend als de Koeienplant. Dit is een vleesetende plant die soms ook Sims eet. Als de plant een Sim heeft opgegeten, groeit de uier onderaan de plant. Een Sim kan de plant dan melken en de melk drinken, om op die manier langer te leven. De Koeienplant komt ook terug in De Sims 3 en De Sims 4, en was tevens te zien in The Sims Social.